# دكتوراه في علم التمريض
دكتوراه في علوم التمريض ، وعادة ما يتم اختصارها "D.S.N". يختلف عنوان هذه الدرجة باختلاف المؤسسة الجامعية التي تمنحها. شكل آخر من هذه الدرجة هو درجة دكتوراه في العلوم في التمريض (D.S.N.). تُعرف كل من وزارة التعليم بالولايات المتحدة والمؤسسة الوطنية للعلوم هذه الشهادة البحثية الأكاديمية بما يعادل درجة دكتوراه الفلسفة الأكثر شيوعًا في الحصول على درجة الدكتوراة.